# Diritto privato
Il diritto privato è quella branca del diritto che regola i rapporti intersoggettivi tra i singoli consociati (persone fisiche e persone giuridiche), in relazione alla sfera patrimoniale ma anche personale e familiare.

## Descrizione
Disciplina i rapporti fra soggetti che si trovano in posizioni perfettamente paritetiche, siano essi privati cittadini o enti pubblici. È anche chiamato diritto comune, in quanto normazione spettante a tutti i soggetti, posto in un piano di equiordinazione a prescindere dalla loro natura pubblicistica o privatistica. Il diritto pubblico disciplina invece i rapporti fra soggetti che si trovano in posizioni non paritarie, in cui uno dei soggetti del rapporto è in una posizione di supremazia o autorità sull'altro, costretto a subire le decisioni altrui.
La linea di demarcazione tra diritto pubblico e diritto privato è per certi versi variabile e controversa in quanto ad esempio in alcuni casi lo Stato può avocare a sé la realizzazione di funzioni proprie di un privato sostituendosi a quest'ultimo oppure può utilizzare strumenti privatistici, ad esempio quello societario e contrattuale. Un esempio di questa difficile demarcazione è la società a partecipazione statale, ovvero una società per azioni in cui l'unica particolarità è ravvisata nel fatto che il socio di maggioranza o totalitario è un ente pubblico.

## Caratteristiche

### Il principio di autonomia
Alla base del ragionamento secondo cui il diritto privato disciplina i rapporti tra i soggetti che si trovano in posizioni paritarie, sta il concetto di autonomia privata, ovvero quel diritto che la persona ha di autodeterminarsi perseguendo e regolando nel modo che ritiene più opportuno i propri interessi. L'autonomia opera al massimo grado in ambito contrattuale, al minimo nel campo della responsabilità civile. I soggetti privati esercitano questa autonomia compiendo delle attività, dette negozi giuridici dando origine a rapporti obbligatori e a trasferimenti di diritti.
Quando si verificano comportamenti in violazione (un inadempimento dell'obbligo) il sistema del diritto privato concede la possibilità a chi è stato leso di agire in giudizio (e su di lui grava l'onere della prova) e, se opportuno, reagisce con delle sanzioni. Le parti litiganti possono ricorrere ad un contratto di transazione, nel quale facendosi reciproche concessioni ricompongono la lite oppure possono ricorrere con un compromesso ad un giudice privato, detto arbitro. Ciò che non è consentito fare è adottare comportamenti di autotutela (a parte il diritto di ritenzione e la legittima difesa).
L'illecito civile è nell'ordinamento italiano atipico, ovvero può essere considerato come tale qualsiasi comportamento che lede ingiustamente un diritto o interesse altrui.

### Derogabilità e inderogabilità delle norme
Le norme di diritto privato si distinguono a seconda della loro derogabilità (norme dispositive) o inderogabilità (norme imperative o cogenti).
In virtù del principio di autonomia, il diritto privato è caratterizzato da una prevalenza di norme dispositive e non cogenti, derogabili dalle parti. Tuttavia, per tutti gli aspetti per i quali le parti decidono di non esercitare la rispettiva autonomia privata in sede di stipulazione di un contratto, trovano automaticamente applicazione le norme del diritto privato dispositive e imperative.

Il diritto privato ricomprende la disciplina dei diritti soggettivi, che perseguono sempre un interesse privato individuale che l'ordinamento ritiene meritevole di tutela (cap. VIII, cod. civ.).
Il diritto pubblico è sempre inderogabile nel senso che è del tutto irrilevante la volontà del destinatario del comando. Nell'ambito del diritto privato invece esistono oltre alle norme inderogabili anche norme derogabili ovvero norme la cui applicazione può essere evitata mediante un accordo tra le parti interessate. Su tale peculiarità non si fonda alcun principio distintivo tra le norme di diritto pubblico e norme di diritto privato in quanto possono comunque esserci norme di diritto pubblico suscettibili di deroga e norme di diritto privato cogenti ovvero inderogabili.
Esiste anche una terza categoria di norme, quelle cosiddette suppletive, le quali trovano applicazione solo quando i soggetti privati non abbiano provveduto a normare un particolare aspetto contrattuale, in relazione al quale la legge sopperisce disciplinando ciò che i privati hanno lasciato privo di regolamentazione. Nella quarta categoria tutti gli individui devono immettersi nei giudizi morfologici.

## Branche
Le principali discipline in cui il diritto privato viene tradizionalmente suddiviso sono:
- Diritto civile;
- Diritto commerciale;
- Diritto del lavoro;
- Diritto agrario.

## Nel mondo
Nell'Europa continentale, nonché in America Latina e in altri ordinamenti cosiddetti di civil law, il diritto privato trova la sua fonte preminente in leggi scritte, soprattutto in grandi codificazioni sistematiche.
Al contrario, i paesi anglosassoni seguono il modello di common law, basata sulla consuetudine, sul principio di equità e sulle pronunce precedenti dei giudici, secondo la regola dello stare decisis: la stessa giurisprudenza, perciò, diviene fonte del diritto.

### Italia
Nel diritto italiano, il principale corpus normativo regolante il diritto privato è il codice civile italiano, che (caso rarissimo nel panorama giuridico internazionale) disciplina sia il diritto civile sia il diritto commerciale. Sino a pochi decenni fa, quasi tutto il diritto privato era contenuto nel Codice Civile (appuntato solitamente con l'abbreviazione C.C.), secondo un rigoroso ordine sistematico, fatte salve poche leggi speciali, che derogavano al Codice per casi molto particolari: essendo considerate norme eccezionali, non erano, perciò, neanche suscettibili di interpretazione analogica.
Il codice civile italiano venne approvato con Regio decreto n. 262 del 16 marzo 1942 e simbolicamente entrato in vigore il 21 aprile dello stesso anno, in riferimento dalla data convenzionale della fondazione dell'antica Roma. Nacque dalla fusione tra il Codice civile del Regno d'Italia (1865) e il Codice di commercio italiano del 1882 e comprende oggi al suo interno entrambe le materie civilistica e commercialistica. È suddiviso in sei libri, composti a propria volta in titoli, capi, sezioni, nonché in 2969 articoli (senza tenere conto delle stratificate abrogazioni ed integrazioni di numerosi articoli, come di consueto, seguiti dagli avverbi numerali latini bis, ter, quater, etc.). I sei libri trattano rispettivamente:
- Delle persone e della famiglia: contiene le norme che regolano la posizione del soggetto all'interno della famiglia.
- Delle successioni: contiene le norme che regolano i rapporti personali e patrimoniali dell'individuo dopo la morte.
- Della proprietà: contiene le norme che regolano i modi di acquisto e di trasferimento del diritto di proprietà fra vivi, nonché i diritti reali di godimento, il possesso e l'usucapione.
- Delle obbligazioni.
- Del lavoro.
- Della tutela dei diritti.

A partire dagli anni 1970, si è assistito ad un graduale processo di complessificazione delle fonti del diritto privato che ha tolto al codice lo status di principale fonte della materia civilistica, soprattutto ad opera delle cosiddette leggi decodificanti o leggi di settore, ciascuna portatrice di discipline differenziate per determinati settori privatistici, come ad esempio le locazioni, il contratto di lavoro o i contratti agrari, spesso per attuare in modo pieno i valori costituzionali.
Tali leggi, in molti casi, hanno fatto sì che la disciplina codicistica non si applichi che in via del tutto residuale o per aspetti marginali delle singole materie. Negli ultimi anni, inoltre, il diritto privato italiano ha risentito delle molte novità introdotte dal diritto dell'Unione Europea (dotato di primato rispetto a qualunque fonte interna), per esempio in materia di contratti del consumatore. Cosicché, dal 1999 molte normative sono state raccolte dapprima in testi unici misti e poi, nell'ultimo decennio, nei nuovi codici di settore, allo scopo di riordinare l'insieme molteplice delle fonti di diritto privato, un considerevole numero delle quali ormai di derivazione comunitaria. Un'ulteriore decodificazione deriva anche dalla istituzione di numerose autorità pubbliche, definite "indipendenti" (ma di nomina politica), le quali possono emanare proprie direttive vincolanti in singoli ambiti privatistici o commerciali ed altresì sanzionare (in via amministrativa) comportamenti non conformi a tali direttive, come ad esempio il Garante della privacy, l'Autorità per le garanzie nelle comunicazioni, l'Autorità per l'energia elettrica e il gas, l'Autorità garante della concorrenza e del mercato.
È considerevole anche l'influenza esercitata sulle fonti del diritto italiano dalle fonti internazionali, sia pattizie (convenzioni e trattati), sia consuetudinarie, con riferimento in particolare a quella che è stata chiamata la nuova lex mercatoria, cioè l'insieme delle regole e dei principi applicati nei contratti internazionali, raccolti in opere scientifiche quali i Principi UNIDROIT o i Principles of European Contract Law, che tendono ad affievolire in ambito sovranazionale le differenze fra common law e civil law.
Il confine fra diritto pubblico e privato è indicativo e ammette l'esistenza di zone d'ombra. Da un lato, esistono istituti privati di diritto pubblico (come la Banca d'Italia) che svolgono funzioni qualificate come di interesse pubblico; d'altra parte, i pubblici poteri possono agire in forme privatistiche e stipulare contratti conformi al diritto privato per concludere operazioni di carattere patrimoniale. Esistono anche situazione di transazione da pubblico a privato e viceversa, ad esempio prima e dopo la liberalizzazione dei servizi di pubblica utilità, trasferiti sotto il regime privatistico, mantenendo in capo ai pubblici poteri la regolazione dell'interesse economico generale.

Enti pubblici e soggetti di diritto privato possono formare partenariati o società di capitali miste, cui è riconosciuta la facoltà di contrarre con la pubblica amministrazione.